# Saison 1 de Mes parrains sont magiques
Chronologie
Saison 2
La première saison de Mes parrains sont magiques, ou Tes désirs sont désordres au Québec, est initialement diffusée le 30 mars 2001 sur Nickelodeon et s'achève le 4 mai 2001. La série est créée par Butch Hartman, et produite par Frederator Studios. Il s'agit de l'une des séries Nickelodeon les plus longues, après Les Razmoket et Bob l'éponge.

## Production

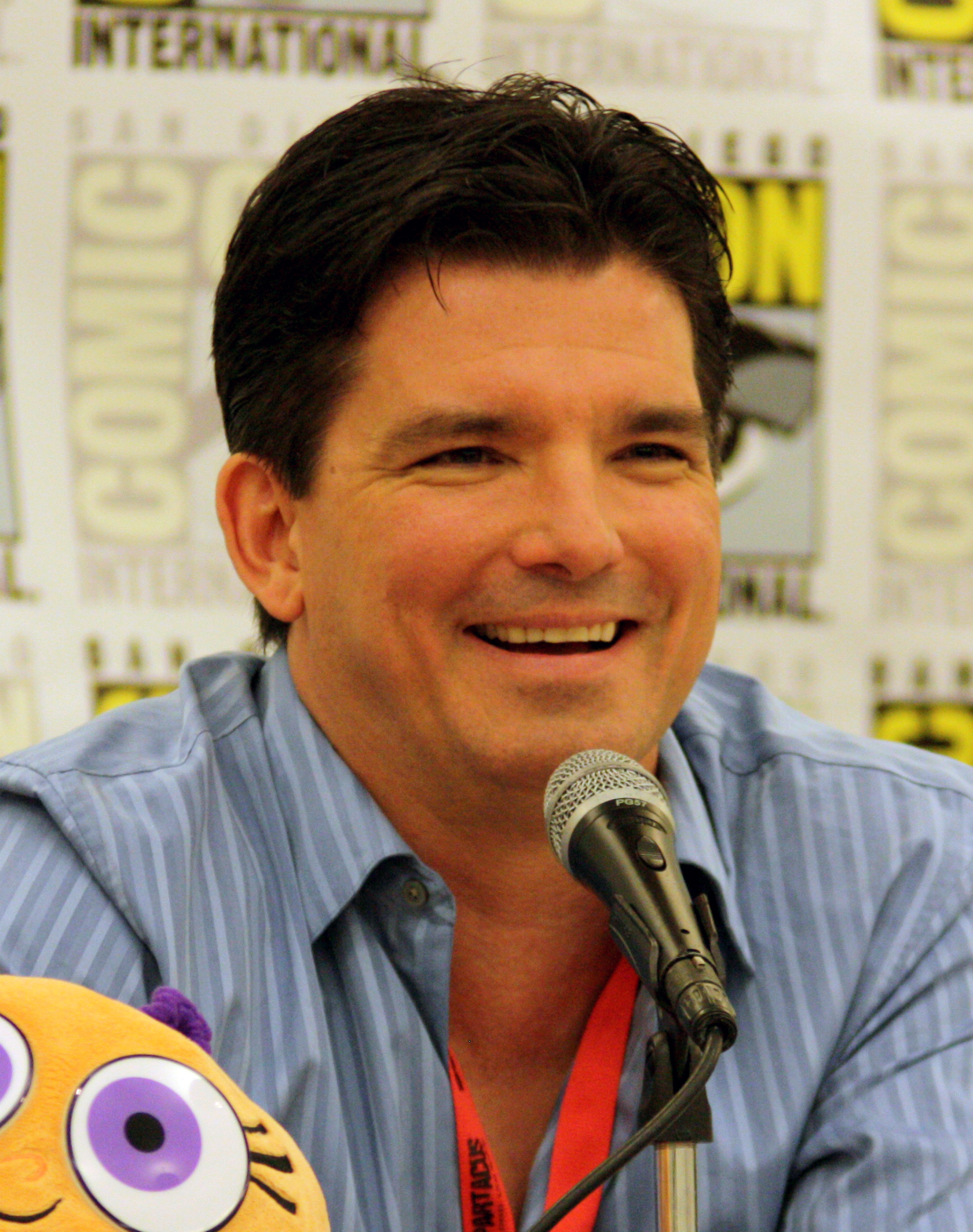
Butch Hartman, créateur de la série.

Le producteur de la série, Butch Hartman, crée Mes parrains sont magiques en tant que court-métrage intitulé Parrains magiques (Fairy Godparents) l'un des 39 série d'animation de l'émission Oh Yeah! Cartoons de Fred Seibert. 
Butch Hartman produit, par la suite, 39 courts-métrages dans la saison 3. Nickelodeon commande six épisodes et sont diffusés pour la première fois sur la chaîne le 30 mars 2001 une demi-heure avant Invader Zim. Le 11 avril 2006, la chaîne britannique Nicktoons UK diffuse neuf courts-métrages Oh Yeah! Cartoons en trois épisodes.
Dès les premières diffusions, Mes parrains sont magiques devient populaire, écrasant la popularité de la série Invader Zim. Nickelodeon gagne de l'audience au fur et à mesure des diffusions. La popularité de la série est en partie due à Bob l'éponge. Autre que Bob l'éponge, cette série est classée l'une des meilleures séries à hautes audiences. Entre 2002 à 2003, le public s'agrandit considérablement qu'il arrive à dépasser Bob l'éponge.

## Épisodes
| No. de série | No. de saison | Titre                                       | Réalisateur(s)                   | Scénariste(s)                           | Date de diffusion | Date de diffusion | Code prod. |
| --- | ------------- | ------------------------------------------- | -------------------------------- | --------------------------------------- | ----------------- | ----------------- | ---------- |
| 1 | 1a            | The Big Problem Quand je serai grand        | Butch Hartman & Jaime Diaz       | Steve Marmel                            | 30 mars 2001      |                   | 101a       |
| Timmy en a marre d'être minuscule, il rêve du jour où il pourra changer de vie. Malheureusement pour Timmy la transformation est loin d'être idéale, il découvre que les vœux des parrains magiques sont réservés aux enfants et Vicky l'empêche de rentrer chez lui car elle ne le reconnait pas. Une fée revient pour chercher Cosmo et Wanda et Timmy manque de finir en prison mais retrouve son apparence en réclamant ses parents.                                                              |               |                                             |                                  |                                         |                   |                   |            |
| 1 | 1b            | Power Mad Le Grand Jeu                      | Butch Hartman                    | Steve Marmel                            | 30 mars 2001      |                   | 101b       |
| Timmy joue aux jeux vidéo et ses parrains font donc apparaître des casques virtuels pour le jeu qu'il a souhaité, Charlie & Arthur (Chester & A.J) décident d'utiliser le jeu de Timmy, et Timmy les suit pendant tout le jeu mais au dernier niveau, Timmy meurt pour sacrivier pour ses amis, et son sacrifice lui donne assez de points pour ressusciter. |               |                                             |                                  |                                         |                   |                   |            |
| 2 | 2a            | Spaced Out Spatialement vôtre               | Butch Hartman                    | Mike Bell, Butch Hartman & Steve Marmel | 6 avril 2001      |                   | 102a       |
| Après un épisode de Crash Nebula, Timmy souhaite qu'un extra-terrestre viene chez lui, mais cela ne se passe comme prévu, et Timmy doit le renvoyer chez lui avant que ses amis n'apprennent qui il est vraiment. |               |                                             |                                  |                                         |                   |                   |            |
| 2 | 2b            | TransParents Drôle de classe                | Butch Hartman & Larry Leichliter | Butch Hartman & Steve Marmel            | 6 avril 2001      |                   | 102b       |
| Mr. Crocker est au courant de l'existence des parrains magiques, et avec l'aide de Timmy, il pourrait attraper ces fées . Le jour où les parents de Timmy doivent venir à l'école, Timmy souhaite que ses parrains soient ses parents, mais ils ne sont pas habitués à ce travail. |               |                                             |                                  |                                         |                   |                   |            |
| 3 | 3a            | A Wish Too Far Un souhait fatal             | Butch Hartman                    | Steve Marmel                            | 13 avril 2001     |                   | 103a       |
| Éperdument amoureux de Katie (Trixie), Timmy souhaite être autant populaire qu'elle et de ses camarades, mais son égoïsme lui fait perdre ses parrains à cause du mot magique oublié « S'il te plait ». |               |                                             |                                  |                                         |                   |                   |            |
| 3 | 3b            | Tiny Timmy Mini-Timmy                       | Butch Hartman & Larry Leichliter | Steve Marmel                            | 13 avril 2001     |                   | 103b       |
| Timmy doit faire un exposé de sciences, il décide de se miniaturiser à bord d’un mini vaisseau pour étudier le corps humain. Alors, il explore le cerveau de Vicky tandis que ses parrains explorent son appareil digestif. Une fois entré, Timmy modifie les paramètres pour la rendre gentille et réparer le chaos dans le salon de la maison de Timmy. Le jour suivant, on découvre que l'exploration du corps de Vicky n'était pas utile parce que Timmy reçoit une mauvaise note par M. Crocker. |               |                                             |                                  |                                         |                   |                   |            |
| 4 | 4a            | Father Time Retour vers le passé            | Butch Hartman & Jaime Diaz       | Butch Hartman & Steve Marmel            | 20 avril 2001     |                   | 104a       |
| Timmy retourne dans le passé et empêche accidentellement son père de remporter une course. Il se retrouve dans un monde où ses parents ne se sont pas mariés et où son père est devenu un dictateur. |               |                                             |                                  |                                         |                   |                   |            |
| 4 | 4b            | Apartnership Le Non-anniversaire de mariage | Butch Hartman                    | Butch Hartman & Steve Marmel            | 20 avril 2001     |                   | 104b       |
| Timmy doit célébrer à la fois l'anniversaire de mariage de ses parents et de ses parrains. Sauf qu'un malentendu va faire retourner Cosmo chez sa mère. |               |                                             |                                  |                                         |                   |                   |            |
| 5 | 5a            | Chin Up! Mon héros préféré                  | Butch Hartman                    | Steve Marmel                            | 27 avril 2001     |                   | 105a       |
| Timmy souhaite que son superhéros préféré soit son complice. |               |                                             |                                  |                                         |                   |                   |            |
| 5 | 5b            | Dog's Day Afternoon Une journée de chien    | Butch Hartman & Larry Leichliter | Steve Marmel                            | 27 avril 2001     |                   | 105a       |
| Timmy pense que Vicky traite son chien de meilleure manière que lui et il demande à échanger son corps avec l'animal jusqu'à ce qu'une visite chez le vétérinaire s'impose. |               |                                             |                                  |                                         |                   |                   |            |
| 6 | 6a            | Dream Goat La Mascotte                      | Butch Hartman & Larry Leichliter | Steve Marmel                            | 4 mai 2001        |                   | 106a       |
| Timmy empêche Vicky de voler une mascotte mais il se retrouve bientôt rongé par la culpabilité. Il est alors obligé de faire un choix cornélien. |               |                                             |                                  |                                         |                   |                   |            |
| 6 | 6b            | The Same Game Un jeu grisant                | Butch Hartman                    | Butch Hartman & Steve Marmel            | 4 mai 2001        |                   | 106b       |
| Timmy est ridiculisé par le fils du dentiste et il souhaite que tout le monde se ressemble physiquement. Parce qu'ils ne peuvent plus le distinguer de qui que ce soit, Cosmo et Wanda sentent leur magie s'étioler. |               |                                             |                                  |                                         |                   |                   |            |